# Sárkányok háza
A Sárkányok háza (eredeti cím: House of the Dragon) amerikai fantasy-dráma televíziós sorozat, amelyet George R. R. Martin és Ryan J. Condal készített az HBO számára. A Trónok harca (2011–2019) előzménysorozata, A tűz és jég dala (A Song of Ice and Fire) franchise második televíziós sorozata. Condal és Miguel Sapochnik voltak az első évad showrunnerei. A sorozat Martin 2018-as Tűz és vér című könyvének egyes részein alapul, és körülbelül 100 évvel azután kezdődik, hogy a Targaryen-hódítás egyesítette a Hét Királyságot, közel 200 évvel a Trónok harca eseményei előtt, és 172 évvel Daenerys Targaryen születése előtt. A sorozat egy komplex szereplőgárdával mutatja be a Targaryen-ház hanyatlásához vezető eseményeket, a „Sárkányok tánca” néven ismert pusztító örökösödési háborút.
A Sárkányok háza 2019 októberében kapott megrendelést a sorozatgyártásra, a casting 2020 júliusában kezdődött, a forgatás pedig 2021 áprilisában indult az Egyesült Királyságban. A sorozat premierje 2022. augusztus 21-én volt, az első évad tíz epizódból állt. Öt nappal a premier után a sorozatot megújították a második évaddal. Sapochnik az első évad után távozott a produkcióból, így a második évadban Condal lett az egyedüli showrunner. A nyolc epizódból álló második évad premierje 2024. június 16-án volt. 2024 júniusában, a második évad premierje előtt berendelték a harmadik évadot.
Az első évad pozitív kritikákat kapott, dicsérték a karakterfejlődést, a vizuális effekteket, az írói munkát, Ramin Djawadi zenéjét és az alakításokat. Ugyanakkor kritizálták a sorozat tempóját, különösen az időugrásokat, és egyes jelenetek sötét megvilágítását. A sorozat premierjét a lineáris csatornákon és az HBO Maxon keresztül több mint 10 millióan tekintették meg az első napon, ami az HBO történetének legnagyobb nézettségét jelentette. A 80. Golden Globe-díjátadón a Sárkányok háza győzött A legjobb televíziós sorozat – Dráma kategóriában, Emma D’Arcy pedig A legjobb női főszereplő (drámasorozat) kategóriában kapott jelölést. A sorozat kilenc Emmy-jelölést kapott, köztük A legjobb televíziós drámasorozat kategóriában, és három Brit Televíziós Akadémia Craft Awards-díjat nyert.

## Ismertető
A történet 172 évvel Daenerys Targaryen születése előtt kezdődik és a Targaryen-ház bukásának kezdetét, a „Sárkányok tánca” néven ismert targaryeni polgárháborút megelőző és azt lefedő eseményeket mutatja be.

## Szereplők

### Főszereplők
| Színész                                      | Szereplő                                    | Magyar hang                                                    | Leírás |
| -------------------------------------------- | ------------------------------------------- | -------------------------------------------------------------- | --- |
| Paddy Considine                              | I. Viserys Targaryen király                 | Kálid Artúr                                                    | A Hét Királyság ötödik királya. A "melegszívű, kedves és tisztességes emberként" ismert Viserys-t a nagyurak tanácsa választotta meg, hogy nagyapja, I. Jaehaerys Targaryen utódja legyen. A Hódító sárkányának, Balerionnak a lovasa volt annak halála előtt. |
| Matt Smith                                   | Daemon Targaryen herceg                     | Dévai Balázs                                                   | Viserys király öccse, Jaehaerys király unokája. Emellett a birodalom legjobb harcosaként ismerik és tapasztalt sárkánylovas, hátasa Caraxes Kardja a valyriai acél Sötét Nővér                                                                                 |
| Emma D’Arcy                                  | Rhaenyra Targaryen királynő                 | Réti Adrienn                                                   | Viserys király elsőszülött gyermeke. Syrax lovasa, a Birodalom Örömének nevezik. Viserys halála után, a feketék őt kiálltják ki királynőnek. |
| Milly Alcock (fiatal)                        | Rhaenyra Targaryen királynő                 | Staub Viktória                                                 | Viserys király elsőszülött gyermeke. Syrax lovasa, a Birodalom Örömének nevezik. Viserys halála után, a feketék őt kiálltják ki királynőnek. |
| Olivia Cooke                                 | Alicent Hightower királyné                  | Mikecz Estilla                                                 | Otto Hightower lánya, Viserys király második felesége. Okosnak és csinosnak írták le. |
| Emily Carey (fiatal)                         | Alicent Hightower királyné                  | Szász Júlia                                                    | Otto Hightower lánya, Viserys király második felesége. Okosnak és csinosnak írták le. |
| Rhys Ifans                                   | Ser Otto Hightower                          | Sztarenki Pál                                                  | I. Jaehaerys és Viserys királyok Segítője, Óváros urának öccse. Daemon herceg legnagyobb politikai riválisa |
| Steve Toussaint                              | Corlys Velaryon                             | Berzsenyi Zoltán                                               | "Tengeri Kígyó" néven ismert nemes, a Velaryon-ház feje és a Westeros történelmének leghíresebb tengerésze. |
| Eve Best                                     | Rhaenys Targaryen hercegnő                  | Spilák Klára                                                   | Sárkánylovas és Lord Corlys felesége. A köznép a "Sosemvolt-királynő" néven emlegeti, mert egykor jelölt volt nagyapja, Jaehaerys király utódjának a Hét Királyság uralkodójaként, de unokatestvére, Viserys javára elutasították.                             |
| Fabien Frankel                               | Criston Cole                                | Brasch Bence                                                   | Tehetséges kardforgató a Viharföldekről, Feketerév urának intézőjének alacsony származású fia. |
| Sonoya Mizuno                                | Mysaria                                     | Gombó Viola Lotti                                              | Egy Lys-i születésű táncosnő és prostituált, aki Daemon herceg legmegbízhatóbb szövetségesévé és szeretőjévé válik Királyvárban. |
| Graham McTavish                              | Harrold Westerling                          | Szinovál Gyula                                                 | A Királyi Őrség jelenlegi parancsnoka, aki Jaehaerys király óta szolgál, egyike Westeros legnagyobb lovagjainak. |
| Matthew Needham                              | Lord Larys Strong                           | Jaskó Bálint                                                   | Lyonel Strong törvénymester kisebbik fia, Viserys kistanácsában a Suttogók mestere. |
| Jefferson Hall                               | Lord Jason Lannister / Ser Tyland Lannister | Papp Dániel                                                    | Jason a Casterly-hegy ura, ikertestvére, Ser Tyland pedig Viserys király Kistanácsában szolgál Hajómesterként. |
| Tom Glynn-Carney                             | Aegon Targaryen                             | Kenéz Ágoston                                                  | I. Viserys elsőszülött fia, Rhaenyra féltestvére, akit Viserys halála után a zöldek királlyá koronáztak, Sunfyre lovasa. |
| Ty Tennant (fiatal)                          | Aegon Targaryen                             | Kretz Boldizsár                                                | I. Viserys elsőszülött fia, Rhaenyra féltestvére, akit Viserys halála után a zöldek királlyá koronáztak, Sunfyre lovasa. |
| Ewan Mitchell                                | Aemond Targaryen                            | Miller Dávid                                                   | Viserys és Alicent második fia, Vhagar, az eddigi legnagyobb és legöregebb sárkány negyedik lovasa, bal szemét gyermekkorában elvesztette Lucerys Velaryon által.                                                                                              |
| Leo Ashton (fiatal)                          | Aemond Targaryen                            | Maszlag Bálint                                                 | Viserys és Alicent második fia, Vhagar, az eddigi legnagyobb és legöregebb sárkány negyedik lovasa, bal szemét gyermekkorában elvesztette Lucerys Velaryon által.                                                                                              |
| Phia Saban                                   | Helaena Targaryen                           | Földi Csenge                                                   | Viserys és Alicent lánya, Aegon húga és felesége, Dreamfyre lovasa, álmodó. |
| Evie Allen (fiatal)                          | Helaena Targaryen                           | Engel-Iván Lili                                                | Viserys és Alicent lánya, Aegon húga és felesége, Dreamfyre lovasa, álmodó. |
| Bethany Antonia                              | Baela Targaryen                             | Kobela Kíra                                                    | Daemon Targaryen és Laena Velaryon legidősebb lánya. Holdtáncos lovasa. |
| Shani Smethurst (fiatal)                     | Baela Targaryen                             | Hegedűs Johanna                                                | Daemon Targaryen és Laena Velaryon legidősebb lánya. Holdtáncos lovasa. |
| Elliot Grihault                              | Lucerys Velaryon                            | Gáll Dávid                                                     | Rhaenyra Targaryen és hivatalosan Laenor Velaryon második fia (valójában Ser Harwin Strong fattyú fia), Hullámtörő örököse, Arrax lovasa. |
| Harvey Sadler (fiatal)                       | Lucerys Velaryon                            | Holló-Zsadányi Norman                                          | Rhaenyra Targaryen és hivatalosan Laenor Velaryon második fia (valójában Ser Harwin Strong fattyú fia), Hullámtörő örököse, Arrax lovasa. |
| Harry Collett                                | Jacaerys Velaryon                           | Csákvári Krisztián                                             | Rhaenyra Tragaryen első fia, Luke testvére, Vermax lovasa, Baela Targaryen férje |
| Leo Hart (fiatal)                            | Jacaerys Velaryon                           | Vida Bálint                                                    | Rhaenyra Tragaryen első fia, Luke testvére, Vermax lovasa, Baela Targaryen férje |
| Eva Ossei-Gerning (fiatal) / Phoebe Campbell | Rhaena Targaryen                            | Nagy-Zselyke Hanna (1. évad) Dolmány-Bogdányi Korina (2. évad) | Daemon Targaryen és Laena Velaryon legfiatalabb lánya. |

### Mellékszereplők
| Színész                      | Szereplő                     | Magyar hang       | Leírás |
| ---------------------------- | ---------------------------- | ----------------- | --- |
| Gavin Spokes                 | Lord Lyonel Strong           | Barát Attila      | Viserys király törvénymestere a Kistanácsban.                                                                                                   |
| David Horovitch              | Mellos nagymester            | Varga T. József   | Viserys Kistanácsának tagja, a Fellegvár által kijelölt nagymester                                                                              |
| Bill Paterson                | Lord Lyman Beesbury          | Forgács Gábor     | Mézberek ura és pénzmester Viserys király Kistanácsában.                                                                                        |
| Ryan Corr                    | Ser Harwin Strong            | Patkós Márton     | Lyonel Strong törvénymester legidősebb fia és Harrenhal örököse. A "Csontzúzó" néven ismert, állítólag ő a legerősebb férfi a Hét Királyságban. |
| Steffan Rhodri               | Hobert Hightower             | Katona Zoltán     | A Hightower-ház feje és Óváros ura. Otto Hightower bátyja.                                                                                      |
| John Macmillan               | Laenor Velaryon              | Dér Zsolt         | Rhaenys hercegnő és Lord Corlys Velaryon fia.                                                                                                   |
| Theo Nate (fiatal)           | Laenor Velaryon              | Nikas Dániel      | Rhaenys hercegnő és Lord Corlys Velaryon fia.                                                                                                   |
| Nanna Blondell               | Lady Laena Velaryon          | Podlovics Laura   | Corlys Velaryon és Rhaenys Targaryen hercegnő lánya.                                                                                            |
| Savannah Steyn (fiatal)      | Lady Laena Velaryon          | Podlovics Laura   | Corlys Velaryon és Rhaenys Targaryen hercegnő lánya.                                                                                            |
| Nova Foueillis-Mose (gyerek) | Lady Laena Velaryon          | Blazsó Regina     | Corlys Velaryon és Rhaenys Targaryen hercegnő lánya.                                                                                            |
| Wil Johnson                  | Ser Vaemond Velaryon         | Nagypál Gábor     | Lord Corlys Velaryon öccse és a Velaryon-flotta parancsnoka.                                                                                    |
| Paul Kennedy                 | Ser Jasper 'Vasvessző' Wylde | Király Attila     | Az Esőház ura és a Wylde-ház feje. |
| Sian Brooke                  | Aemma Arryn                  | Szávai Viktória   | Viserys Targaryen király első felesége. |
| Owen Oakeshott               | Ser Gerold Royce             | Harmath Imre      | Lady Rhea Royce unokatestvére. |
| Luke Tittensor               | Arryk Cargyll                | Makranczi Zalán   | |
| Elliott Tittensor            | Erryk Cargyll                | Makranczi Zalán   | |
| Kurt Egyiawan                | Orwyle nagymester            | Hamvas Dániel     | |
| Abubakar Salim               | Burokparti Alyn              | Lukács Dániel     | |
| Clinton Liberty              | Burokparti Addam             | Ágoston Péter     | |
| Kieran Bew                   | Hugh                         | Tóth Roland       | |
| Tom Bennett                  | Ulf                          | Fillár István     | |
| Simon Russell Beale          | Ser Simon Strong             | Jámbor József     | |
| Max Wrottesley               | Ser Lorent Marbrand          | Varga Gábor       | |
| Amanda Collin                | Lady Jeyne Arryn             | Ruttkay Laura     | |
| Archie Barnes                | Lord Oscar Tully             | Peregovits Dániel | |
| Freddie Fox                  | Gwayne Hightower             | Rada Bálint       | |
| Gayle Rankin                 | Folyami Alys                 | Tornyi Ildikó     | |
| Abigail Thorn                | Sharako Lohar                | Grisnik Petra     | |

### Magyar változat
- Magyar szöveg: Blahut Viktor
- Hangmérnök: Büki Marcell
- Vágó: Kránitz Bence
- Gyártásvezető: Kablay Luca
- Szinkronrendező: Stern Dániel
- Produkciós vezető: Dallos Miklós (1. évad), Kálmán-Marjay Szabina (2. évad)

A szinkront az SDI Media Hungary készítette.

## Évados áttekintés
| Évad | Évad | Epizódok | Eredeti sugárzás    | Eredeti sugárzás   | Magyar sugárzás     | Magyar sugárzás    |
| Évad | Évad | Epizódok | Évadpremier         | Évadfinálé         | Évadpremier         | Évadfinálé         |
| ---- | ---- | -------- | ------------------- | ------------------ | ------------------- | ------------------ |
|      | 1.   | 10       | 2022. augusztus 21. | 2022. október 23.  | 2022. augusztus 22. | 2022. október 24.  |
|      | 2.   | 8        | 2024. június 16.    | 2024. augusztus 4. | 2024. június 17.    | 2024. augusztus 5. |
|      | 3.   |          | ?                   | ?                  | ?                   | ?                  |
|      | 4.   |          | ?                   | ?                  | ?                   | ?                  |

## Epizódlista

### Első évad (2022)
| Sor. | Év. | Cím                                                   | Rendező            | Író                        | Premier                                   | Nézettség   |
| --- | --- | ----------------------------------------------------- | ------------------ | -------------------------- | ----------------------------------------- | ----------- |
| 1. | 1.  | A Sárkány örökösei (The Heirs of the Dragon)          | Miguel Sapochnik   | Ryan Condal                | 2022. augusztus 21. 2022. augusztus 22.   | 2,17 millió |
| Mivel mindkét fia meghalt, az öreg I. Jaehaerys Targaryen király összehívja a Nagy Tanácsot, hogy örököst válasszon. A nyugati urak Jaehaerys unokáját, Viserys herceget választják a legidősebb unokája, Rhaenys hercegnő helyett. Kilenc évvel később Viserys király lovagi tornát szervez, hogy megünnepelje Aemma Arryn királynő terhességét, mivel biztos benne, hogy a királynő kihordja régóta várt férfi örökösét. A Kistanács figyelmen kívül hagyja Lord Corlys Velaryon figyelmeztetését, miszerint a Triarchia, Essos szabad városainak szövetsége azzal fenyeget, hogy megbénítja a nyugati hajózási útvonalakat. A Király Segítője, Ser Otto Hightower kritizálja Viserys bátyját és örökösét, Daemon herceget a Városi Őrség parancsnokaként tanúsított brutalitása miatt. A tornán Ser Criston Cole, egy közönséges születésű Dorne-i lovag legyőzi Daemont, miközben Aemma meghal szülés közben. Az újszülött fiú, Baelon nem sokkal később meghal. Viserys visszautasítja a tanács kérését, hogy új örököst kenjen fel, amíg Ser Otto el nem árulja, hogy Daemon gúnyosan úgy nevezte Baelont, hogy „Az örökös egy napra”. Viserys felháborodva száműzi Daemont Királyvárból, és egyetlen élő gyermekét, Rhaenyra hercegnőt választja a Vastrón örökösévé. |     |                                                       |                    |                            |                                           |             |
| 2. | 2.  | A tékozló herceg (The Rogue Prince)                   | Greg Yaitanes      | Ryan Condal                | 2022. augusztus 28. 2022. augusztus 29.   | 2,26 millió |
| Hat hónappal azután, hogy Rhaenyrát örökösnek nevezik ki, Daemon törvénytelenül elfoglalja Sárkánykövet, a Városi Őrség hűséges őreinek támogatásával. Amikor Craghas Drahar herceg-admirális, akit Ráketető hívnak, a Triarchia parancsára fenyegeti a Lépőköveket, Rhaenyra javaslatát, hogy mutassanak erőt, elutasítják. Ehelyett inkább egy új Királyi Gárda lovag kinevezésére szorítkozik. Mások tanácsát figyelmen kívül hagyva Ser Cristonra esik a választása, az egyetlen olyan lovagra, akinek tényleges harci tapasztalata van. Ser Otto lánya, Lady Alicent a felesége halála óta négyszemközt vigasztalja Viseryst; azt tanácsolja neki, hogy Rhaenyra és ő beszéljék meg a királyi kötelességét, hogy újra megházasodjon. Lord Corlys és hitvese, Rhaenys hercegnő azt javasolják Viserysnek, hogy egyesítse valyriai házaikat házasság révén a tizenkét éves lányukkal, Laenával. Eközben a Kistanács megtudja, hogy Daemon, aki magát az igazi örökösnek kiáltja ki, ellopott egy sárkánytojást, és második házastársként el akarja venni szeretőjét, Mysariát. Ser Otto és egy kisebb különítmény elhajózik Sárkánykőre, hogy visszaszerezzék a tojást. Rhaenyra követi őket a sárkányán, Syraxon, és arra kényszeríti Daemont, hogy mondjon le hamis igényeiről, és adja vissza neki a tojást. Viserys bejelenti, hogy feleségül veszi Lady Alicent, ami feldühíti Lord Corlyst, aki ezután felkeresi Daemont, hogy szövetséget ajánljon neki. |     |                                                       |                    |                            |                                           |             |
| 3. | 3.  | Második ezen a néven (Second of His Name)             | Greg Yaitanes      | Gabe Fonseca & Ryan Condal | 2022. szeptember 4. 2022. szeptember 5.   | 1,75 millió |
| A Lépőkövek régióban három éve egyre súlyosbodnak a konfliktusok. Lord Corlys és Daemon herceg Craghas Drahar és kalózai ellen harcolnak a Korona támogatása nélkül, amely semleges marad a déli birodalom helyzetét illetően. Eközben Viserys király nagy vadászatot tervez, hogy megünnepelje az ő és a terhes Alicent királynő fia, Aegon második születésnapját. Rhaenyra nehezményezi, hogy az apja folyamatosan Aegonra irányítja a figyelmet. Kapcsolatukat tovább feszíti, hogy a beteg király ragaszkodik ahhoz, hogy Rhaenyra férjhez menjen, hogy erős szövetséget kössön és megvédje a vérvonalukat. A sok kérő közül Lord Jason Lannister a Casterly-hegyről igyekszik feleségül venni Rhaenyrát, aki azonban visszautasítja. Lord Strong azt javasolja, hogy Rhaenyra menjen feleségül Ser Laenor Velaryonhoz, Lord Corlys fiához, hogy helyrehozza a két ház közötti szakadékot. A bátyja, Hobart tanácsára Otto arra ösztönzi Alicent, hogy győzze meg a királyt, hogy Aegont nevezze ki örökösnek, ami tovább növelné a Hightowerek hatalmát és tekintélyét. Viserys biztosítja Rhaenyra-t, hogy továbbra is ő marad az örökös, és ő választhatja meg, hogy kihez megy feleségül. A király is enged, és segítséget küld a Lépőkövekhez, miközben Daemon, Lord Corlys, a testvére, Vaemond és a megmaradt Velaryon-házi katonák vesztes csatát vívnak a Triarchia erőivel. Ser Laenor megérkezik a sárkányán, Seasmoke-on, és segít legyőzni az ellenséget. Daemon megöli a Ráketetőt. |     |                                                       |                    |                            |                                           |             |
| 4. | 4.  | A Keskeny-tenger királya (King of the Narrow Sea)     | Clare Kilner       | Ira Parker                 | 2022. szeptember 11. 2022. szeptember 12. | 1,81 millió |
| Rhaenyra Viharvégbe utazik, ahol számtalan kérővel találkozik, akiket mind elutasít. Éppen akkor tér vissza Királyvárba, amikor Daemon herceg megérkezik a Lépőkövekből Caraxes nevű sárkányán. Daemon azt mondja, hogy a „Keskeny-tenger királyának” nevezték ki, de hűséget esküszik Viserys királynak, és átadja neki a koronáját. Miközben az újraegyesült testvérek egy lakomán ünnepelnek, Alicent királynő magányosságáról vall Rhaenyrának, akinek hiányzik a barátságuk. Késő éjjel Rhaenyra fiúnak álcázva magát, Daemonnal kioson, hogy felfedezzék Királyvárat; isznak, megnéznek egy trágár színdarabot, és ellátogatnak egy bordélyházba, ahol Daemon elcsábítja a készséges Rhaenyrát, de otthagyja őt, mielőtt közösülnének. Visszatérve a Vörös toronyba, Rhaenyra elcsábítja Ser Cristont. Egy kém tájékoztatja Ser Ottót Daemon és Rhaenyra tetteiről. Alicent meghallja, hogy Ser Otto ezt elmondja a királynak. Négyszemközt kikérdezi Rhaenyrát, aki tagadja, hogy lefeküdt volna Daemonnal. A király dühösen szembesíti Daemont, aki látszólag megerősíti a vádakat, és azt javasolja, hogy adja hozzá Rhaenyrát feleségül. Viserys azt állítja, hogy Daemon csak a korona megszerzése érdekében akarja a házasságot, majd száműzi testvérét vissza a Völgybe. A botrány elkerülése érdekében Viserys elrendeli, hogy Rhaenyra menjen feleségül Ser Laenor Velaryonhoz. A király elbocsátja Ser Ottót, mint Segítőjét, mivel úgy érzi, hogy Otto személyes haszonszerzés céljából manipulálta őt. A király parancsára Mellos nagymester elővigyázatosságból magzatelhajtó teát ad Rhaenyrának. |     |                                                       |                    |                            |                                           |             |
| 5. | 5.  | Megvilágítjuk az utat (We Light the Way)              | Clare Kilner       | Charmaine DeGraté          | 2022. szeptember 18. 2022. szeptember 19. | 1,83 millió |
| A Völgyben Daemon meggyilkolja feleségét, Lady Rhea Royce-t. A Velaryonok székhelyén Viserys király házasságot ajánl Rhaenyra és Ser Laenor között, ezzel megbékítve Lord Corlyst. Rhaenyra tisztában van Laenor homoszexualitásával, és azt javasolja, hogy úgy lássák el királyi kötelességeiket, hogy közben szeretőik vannak; Criston javaslatát, hogy hagyja el a trónt, és szökjön meg vele, elutasítja. Mielőtt elhagyná Királyvárat, Ser Otto figyelmezteti Alicent királynőt, hogy ha Rhaenyra királynő lesz, Alicent gyermekeit fenyegetésnek tekintik majd a trónra nézve. Alicent kérdőre vonja Ser Cristont Rhaenyra és Daemon ügyében, és megtudja, hogy Criston a hercegnő szeretője volt. Egy ünnepi lakomán Alicent a király beszéde alatt belép a terembe, zöld ruhát visel, ami a Hightower-ház jelzőszíne a hadba hívásra. Rhea unokatestvére Daemont vádolja Rhea meggyilkolásával; Daemon tagadja ezt, és követeli néhai felesége földjeit. Laenor szeretője, Ser Joffrey Lonmouth sejti, hogy Ser Criston szerelmes Rhaenyrába, és önelégülten javasolja, hogy őrizzék egymás titkait. Criston, akit zavar, hogy megszegte lovagi fogadalmát, feldühödik, és halálra veri Joffrey-t. Laenor összeroppan szeretője halála láttán. Rhaenyra és Laenor zártkörűen összeházasodnak; Viserys a szertartás közben összeesik. Amikor Criston öngyilkosságot készül elkövetni, Alicent közbelép. |     |                                                       |                    |                            |                                           |             |
| 6. | 6.  | A hercegnő és a királyné (The Princess and the Queen) | Miguel Sapochnik   | Sara Hess                  | 2022. szeptember 25. 2022. szeptember 26. | 1,86 millió |
| Tíz évvel később Rhaenyra három fiúnak adott életet: Jacaerysnek, Lucerysnek és az újszülött Joffrey-nak. Mindegyikből hiányzik a Targaryen/Velaryon ezüsthaj, de Viserys visszautasítja Alicent vádját, miszerint nem Laenor az apjuk. Alicent közli Aegonnal, hogy fel kell készülnie arra, hogy egy nap megküzdjön Rhaenyra ellen a trónért. Daemon és felesége, Laena Velaryon ellátogatnak Pentosra a lányaikkal, Baelával és Rhaenával. A herceg felajánl nekik egy uradalmat, cserébe a feltámadó Triarchia elleni szövetségért. Mivel gyötrelmes vajúdás után nem tud szülni, Laena megparancsolja sárkányának, Vhagarnak, hogy égesse el. Ser Criston, aki most Alicent királynét szolgálja, arra ösztönzi Ser Harwint, hogy megtámadja őt, arra következtetve, hogy Harwin Rhaenyra gyermekeinek apja. A családi viszály enyhítése érdekében Rhaenyra házasságot ajánl Jacaerys és Helaena, Alicent lánya között, amit Alicent elutasít. Viserys visszautasítja Ser Lyonel Strong lemondását a Király Segítője tisztségéről. Viserys engedélyezi Lyonelnek, hogy a kegyvesztett Harwint Harrenhalba kísérje. Harwin érzelmes búcsút vesz Rhaenyrától és gyermekeitől. Alicent elárulja Larys Strongnak, hogy azt kívánja, bárcsak az apja, Ser Otto még mindig a Király Segítője lenne. Larys ezután három halálraítélt bűnözőt toboroz, akik tüzet gyújtanak Harrenhalban, és megölik Lyonelt és Harwint. Rhaenyra Sárkánykőre költözteti családját, és magával hozatja Laenor szeretőjét, Ser Qarl Correy-t is.                                                                                           |     |                                                       |                    |                            |                                           |             |
| 7. | 7.  | Hullámtörő (Driftmark)                                | Miguel Sapochnik   | Kevin Lau                  | 2022. október 2. 2022. október 3.         | 1,88 millió |
| Viserys király és udvara részt vesz Lady Laena búcsúztatásán Hullámtörőn. Rhaenyra és Daemon újra találkoznak, és testileg is meghitt viszonyba kerülnek. Aemond herceg magáénak nyilvánítja Vhagart, ami az unokatestvéreivel való veszekedéshez vezet, amelyben Lucerys egy valyriai acélkéssel kivágja Aemond szemét. Viserys visszautasítja Alicent királynő követelését, hogy Lucerys szemét bosszúból vájják ki. Amikor a bosszúszomjas Alicent megpróbál Lucerysre támadni a késsel, Rhaenyra megakadályozza, de Alicent megszúrja a karját. Miután azt állítja, hogy Rhaenyra gyermekei fattyúk, Viserys elrendeli, hogy aki megkérdőjelezi az unokái törvényességét, annak ki kell vágni a nyelvét. A Király Segítőjeként visszahelyezett Otto Hightower bizalmasan közli Alicenttel, hogy hamarosan győzni fognak. Rhaenyra és Daemon összefog Alicent és támogatói ellen. Laenort látszólag meggyilkolja szeretője, Ser Qarl Correy; Rhaenys hercegnő és Lord Corlys pedig azt hiszi, hogy a megtalált elszenesedett holttest Laenoré. Eközben Daemon és Rhaenyra a régi valyriai hagyományok szerint összeházasodnak, hogy folytassák a tiszta Targaryen-vérvonalat, és gyermekeik is részt vesznek a zártkörű szertartáson. A megrendezett halálát követően Laenor, kopaszra borotvált fejjel, titokban Ser Qarllal együtt elmenekül Hullámtörőről. |     |                                                       |                    |                            |                                           |             |
| 8. | 8.  | A Hullámok ura (The Lord of the Tides)                | Geeta Vasant Patel | Ellen Shim                 | 2022. október 9. 2022. október 10.        | 1,73 millió |
| Hullámtörőn a Velaryon-ház utódlási válsággal néz szembe, amikor Corlys Velaryon megsebesül a Lépőköveknél. Vaemond Velaryon úgy dönt, hogy kérvényezi Királyvárban, hogy Lucerys Velaryont távolítsák el örökösödési sorrendből törvénytelenségére hivatkozva. Ezt hallva Rhaenyra és Daemon visszatérnek a fővárosba az összes gyermekükkel, hogy megvédjék Lucerys igényét. Megtudják, hogy Viserys király immár ágyhoz van kötve, és helyette Alicent királyné és Ser Otto irányítja az ügyeket. Alicent fedezi a fiát, Aegont, amikor az hűtlen a feleségéhez. Amikor Vaemond megérkezik a Vörös toronyba, Rhaenyra alkut köt Rhaenys hercegnővel, hogy megszerezze a támogatását. Hódító Aegon álmát idézve arra kéri apját is, hogy védje meg őt. Másnap a király nevében eljárva Otto Hightower meghallgatja Vaemond Velaryon kérését, aki azt követeli, hogy Hullámtörőt neki kell átadnia. Miközben Rhaenyra beszélni kezd, belép a terembe Viserys király, és Luceryst nyilvánítja örökösnek. Vaemond feldühödve fattyúknak nevezi Rhaenyra gyermekeit, mire Daemon megöli. Aznap este a Targaryenek és a Hightowerek lakomát rendeznek, hogy rendbe hozzák kapcsolataikat, de a hercegek harcba kezdenek. Viserys a halál küszöbén Aegon álmáról beszél Alicentnek. |     |                                                       |                    |                            |                                           |             |
| 9. | 9.  | A zöld tanács (The Green Council)                     | Clare Kilner       | Sara Hess                  | 2022. október 16. 2022. október 17.       | 1,56 millió |
| Viserys király halála után a Kistanács azt tervezi, hogy Aegon herceget ülteti a Vastrónra. Ser Criston Cole megöli Lord Beesburyt, amikor kiáll Rhaenyra hercegnő mellett, míg Harrold Westerling a Királyi Testőrség parancsnoka tiltakozásul lemond. Ser Otto késlelteti a király halálának bejelentését, hogy megerősítse pozícióját, és hűséget követel a nemesektől. Alicent királynő megpróbálja megnyerni a fogságban lévő Rhaenys hercegnő támogatását, de nem jár sikerrel. Amikor Aegon eltűnik a Vörös toronyból, Ottó Ser Erryk és Ser Arryk királyi őrökkel kutatja át a várost, míg Alicent Cristont és Aemond herceget küldi. Mysaria, a Fehér Féreg tájékoztatja Ottót Aegon hollétéről, de Criston és Aemond rövid küzdelem után elfogja őt. Larys Strong figyelmezteti Alicentet Mysaria kémeire, ezért felgyújtja a házát. Aegon kitart amellett, hogy alkalmatlan az uralkodásra, de Alicent meggyőzi az ellenkezőjéről. Közben Ser Erryk kicsempészi Rhaenyst a várból. Ottó több száz kispolgárt terel a Sárkányverem nagytermébe, ahol bejelenti Viserys halálát, és királlyá koronázza Aegont. A felfordulás közepette Rhaenys bejut sárkányához, Meleyshez. Ezután lerombolja a csarnokot, és szembeszáll a királybitorlókkal, mielőtt sárkányháton elmenekül. |     |                                                       |                    |                            |                                           |             |
| 10. | 10. | A fekete királynő (The Black Queen)                   | Greg Yaitanes      | Ryan Condal                | 2022. október 23. 2022. október 24.       | 1,85 millió |
| Sárkánykőn Rhaenys hercegnő bejelenti Viserys király halálát és Aegon herceg trónbitorlását. A megdöbbent Rhaenyra ettől szinte azonnal elvetél. Daemon herceg, aki azt hiszi, hogy Viseryst meggyilkolták, háborút sürget. Ser Erryk elhozza Viserys koronáját, amivel Rhaenyra királynőnek nyilvánítja magát. Ser Otto megérkezik Sárkánykőre, hogy ismertesse Aegon feltételeit; a hercegnő megakadályozza Daemont abban, hogy megölje Ottót, és késlelteti a választ. Négyszemközt Daemont feldühíti Rhaenyra béketárgyalási szándéka, és semmibe veszi az álmot a „megígért hercegről”. Rhaenys meggyőzi a még mindig lábadozó Lord Corlyst, hogy a Velaryon-ház hűséget fogadjon Rhaenyrának. Daemon újabb sárkánylovasok toborzását tervezi, és felébreszti Vermithor, a nagy sárkányt. Rhaenyra Jacaerys és Lucerys hercegeket küldi követként, hogy biztosítsák az Arryn, Stark és Baratheon házakat szövetségesnek. Viharvégen Lucerys találkozik Lord Borros Baratheonnal, aki nem hajlandó támogatni Rhaenyrát, mert nem ajánlott neki cserébe semmit. Jelen van Aemond herceg is, aki Aegon megállapodásával feleségül venné Borros lányát. Aemond bosszúból egy szemet követel Lucerystől. Borros megengedi Lucerysnek, hogy a sárkányán, Arraxon távozzon, de Aemond üldözőbe veszi őt Vhagaron. A civakodó sárkányok ellenszegülnek lovasaik parancsának, és Arrax megégeti Vhagart. Vhagar feldühödve megöli Luceryst és Arraxot, amivel sokkolja Aemondot. Daemon értesíti Rhaenyrát Lucerys haláláról, ami lesújtja és feldühíti őt.                                                               |     |                                                       |                    |                            |                                           |             |

### Második évad (2024)
| Sor. | Év. | Cím                                                       | Rendező            | Író           | Premier                               | Nézettség   |
| --- | --- | --------------------------------------------------------- | ------------------ | ------------- | ------------------------------------- | ----------- |
| 11. | 1.  | Fiút fiúért (A Son for a Son)                             | Alan Taylor        | Ryan Condal   | 2024. június 16. 2024. június 17.     | 1,32 millió |
| A Falnál Cregan Stark 2000 katonát ígér Jacaerys Targaryennek anyja, Rhaenyra hadserege számára. Rhaenyra elrepül Viharvégbe, ahol megtalálja Lucerys sárkányának maradványait. Daemon bosszút forral; fontolóra veszi, hogy Rhaenys és sárkánya segítségével megöleti a Zöldek sárkányát, Vhagart. Rhaenys nem hajlandó fellépni Rhaenyra parancsa nélkül. II. Aegon igyekszik jó király lenni, míg nagyapja, Otto visszafogottságra inti a közemberek követeléseivel szemben, amelyeket a Velaryonok blokádja okozta nehézségek idéznek elő. Aegon magával hozza kisfiát és leendő örökösét, Jaehaeryst a Kis Tanácsba, hogy megkezdje a felkészítését. Sárkánykőre visszatérve Rhaenyra elmondja Daemonnak, hogy bosszút akar állni Aemondon Lucerys megöléséért. Temetést tartanak a fiú számára; eközben Alicent is gyertyát gyújt érte. Mysaria, a Fehér Féreg, miután túlélte a bordélytüzet, megérkezik Sárkánykőre, és elfogják árulásért. Daemon felajánlja neki a szabadságát, ha cserébe segít neki két orgyilkost felbérelni. Királyvárba osonva Daemon megveszteget egy patkányfogót és egy városőrt, hogy öljék meg Aemondot. Ehelyett behatolnak Helaena szobájába, és megölik Jaehaeryst. Helaena sokkos állapotban, Jaehaerys ikertestvérét, Jaehaerát szorongatva menekül édesanyja, Alicent szobájába, ahol Criston Cole-lal együtt találja az ágyban. |     |                                                           |                    |               |                                       |             |
| 12. | 2.  | Kegyetlen Rhaenyra (Rhaenyra the Cruel)                   | Clare Kilner       | Sara Hess     | 2024. június 23. 2024. június 24.     | 1,30 millió |
| Jaehaerys herceg meggyilkolása káoszt okoz; Aegon király sietve összehívja a Kis Tanácsot, bosszút akar állni Rhaenyra ellen. Ser Otto nyilvános temetést javasol, hogy bemocskolja Rhaenyra imázsát. A körmenetben egy hírnök azt skandálja: "Kegyetlen Rhaenyra", miközben Alicent és Helaena a nép részvétét fogadják. A Városi Őrség "Blood" nevű őrét elfogják; bevallja Lord Larysnak, hogy Daemon bérelte fel őt és bűntársát, egy ismeretlen patkányfogót. Sárkánykőn Rhaenyra aggódik, hogy a népszerűsége sokat fog romlani. Mivel azt gyanítja, hogy Daemon rendelte el Jaehaerys halálát, ha Aemond nem lenne jelen, Rhaenyra azt mondja, hogy többé nem bízik benne. Daemon ezután Harrenhalba repül, hogy szövetségeseket toborozzon. Miután megmenekült a merénylet elől, Aemond Lucerys halála miatt bűntudatot érezve egy bordélyházban keres vigaszt. Sir Criston megparancsolja Ser Arryknak, hogy ikertestvérének, Erryknek álcázva magát menjen el Sárkánykőre, és ölje meg Rhaenyrát. Rhaenyra szabadon engedi Mysariát. Sárkánykő elhagyása közben Mysaria észreveszi, hogy Arryk megérkezik, és visszasiet a várba. Amikor Arryk belép Rhaenyra termébe, Erryk beront, és megöli a testvérét. A gyásztól elborulva öngyilkosságot követ el. Aegon nyilvánosan felakasztja az összes patkányfogót, feldühítve ezzel Ottót, aki népfelkeléstől tart. Aegon elbocsátja Ottót a Király Segítőjeként, és kinevezi Ser Cristont. |     |                                                           |                    |               |                                       |             |
| 13. | 3.  | A lángoló malom (The Burning Mill)                        | Geeta Vasant Patel | David Hancock | 2024. június 30. 2024. július 1.      | 1,16 millió |
| A Folyóvidéken a viszálykodó Brackensek és Blackwoodok halálos csatát vívnak egy kisebb területi vita miatt. A háború elkerülése érdekében Rhaenys közli Rhaenyrával, hogy Alicent talán jobb belátásra bírja. Criston merész tervet javasol Harrenhal meghódítására; Daemon érkezik oda először, mire a várúr hűséget fogad. Aznap éjjel Daemonnak látomása van a fiatal Rhaenyráról, aki Jaehaerys fejét varrja vissza a testére. Felébred, és egy ismeretlen nő megjósolja a halálát. Rhaenyra elküldi Rhaenát, a fiatalabb gyermekeit és a sárkánytojásokat az Arrynokhoz, hogy megvédjék őket, és a Targaryen-házat továbbvigyék, ha a Feketék elbuknának. Mysaria Rhaenyra tanácsadója lesz, míg Aegon Laryst teszi meg a Suttogók mesterévé. Egy bordélyházban egy férfi azt állítja, hogy Viserys király és Daemon herceg fattyú féltestvére; Aegon és kísérete új fegyverhordozót hoz oda. Aegon találkozik a meztelen Aemonddal, és gúnyolódik vele, aki erre mogorván eltávozik. Baela, aki sárkányán járőrözik, észreveszi Criston felderítő csapatát, amely Harrenhal felé tart, és jelentést tesz róla Sárkánykőn. Rhaenyra tanácsosai háborút ajánlanak a sárkányok bevetésével. Ehelyett Rhaenyra szeptának álcázva magát beoson Királyvárba, és beszél Alicenttel, aki szerint a háborút nem lehet elkerülni. Rhaenyra rájön, hogy Alicent félreértette Viserys király utolsó szavait, és összetévesztette a fiát, Aegont a megjövendölt Hódító Aegonnal. |     |                                                           |                    |               |                                       |             |
| 14. | 4.  | A vörös és az arany sárkány (The Red Dragon and the Gold) | Alan Taylor        | Ryan Condal   | 2024. július 7. 2024. július 8.       | 1,24 millió |
| Daemon arról álmodik, hogy levágja a fiatal Rhaenyra fejét, aki árulással vádolja őt. Orwyle főmester terhességmegszakító teát készít Alicentnek (amit Larys lát); megkérdezi, hogy tudja-e, kit akart Viserys örökösnek, de Orwyle azt vallja, hogy nem tudja. Aegon csalódottan ül a tanácsban, mivel úgy látja, hogy Aemond és Criston nélküle tervezett hadjáratokat, többek között Harrenhal helyett Varjúpihenő ostromát. Criston lefejezi Lord Darklynt, aki megtagadja a hűségnyilatkozatot. Daemon találkozik Alys Riversszel, aki szerint Harrenhal kísértetjárta, és altatót ad neki; majd a tanácsban látja a felesége szellemét. Rhaenyra visszatér Sárkánykőre, és beleegyezik a háborúba, önként jelentkezik sárkánylovasnak, de végül Rhaenys indul csatába helyette. Alicent rendre inti Aegont, és megkéri, hogy hallgasson a bölcs tanácsadóira. Aegon frusztráltan és ittasan elrepül Sunfyre-ön Varjúpihenőre. Rhaenys Meleys-en felégeti Criston csapatait. Aemond és Vhagar az erdőben várnak a megfelelő pillanatra, hogy támadhassanak. Aemond észreveszi Aegon érkezését, és nem nyújt neki segítséget. Miközben Meleys szétmarcangolja Sunfyre-t, Aemond berepül, és megparancsolja Vhagarnak, hogy égesse el mindkét sárkányt. Sunfyre Aegonnal együtt a földre zuhan. Rhaenys és Meleys megtámadják Vhagart, aki a földre kerül. Miközben Rhaenys a levegőben köröz, Vhagar felemelkedik, és halálos sebet ejt Meleys-en. Rhaenys meghal, amikor Meleys a földre zuhan. Criston magához tér a csatatéren és Aemondot karddal a kezében a hanyatt fekvő Aegon mellett találja.                                                                                            |     |                                                           |                    |               |                                       |             |
| 15. | 5.  | Régens (Regent)                                           | Clare Kilner       | Ti Mikkel     | 2024. július 14. 2024. július 15.     | 1,23 millió |
| Criston felvonultatja Meleys fejét Királyvárban, amit a köznép rossz ómennek tart. Aegon életben maradt, de kómába esett, és súlyosan megégett, míg Sunfyre feltehetően meghalt; Criston elhallgatja Alicent elől, hogy mi történt valójában a csatatéren. A Kis Tanács Aemondot választja régensnek, annak ellenére, hogy Alicent ragaszkodik hozzá, hogy ő uralkodjon. Aemond elrendeli a városkapuk lezárását, megakadályozva Hugh Hammer és családja menekülését. Jeyne Arryn elmondja Rhaenának, hogy inkább egy érett sárkányt akart védelmül, mint a két fiatal sárkányt, amit kapott. Jace az Ikrekhez repül, és elnyeri a Freyek hűségét Harrenhalért cserébe. Mysaria ráveszi Rhaenyrát, hogy küldjön egy szolgálót Királyvárba kémnek. Daemon kijelenti, hogy ő lesz a király, amint elég nagy sereg áll össze; elküldi a Blackwoodokat, hogy pusztítsák el a Brackenseket, és kényszerítsék ki a hűségüket, de a Folyóvidék népe elítéli őt. Rhaenyra panaszkodik, hogy a több sárkánylovasra van szüksége, mire Jaecaerys azt mondja, hogy más házakban is találhatnak Targaryen leszármazottakat; úgy döntenek, hogy felkutatják a családfákat. |     |                                                           |                    |               |                                       |             |
| 16. | 6.  | Köznép (Smallfolk)                                        | Andrij Parekh      | Eileen Shim   | 2024. július 21. 2024. július 22.     | 1,29 millió |
| Lord Jason Lannister az Aranyfoghoz vezeti seregét, és megparancsolja vazallusának, Lord Humfrey Leffordnak, hogy küldjön egy hollót Királyvárba, amelyben azt kéri, hogy Aemond találkozzon velük. A kérést visszautasítva Aemond azt tervezi, hogy Tyland szövetséget köt a Triarchiával, hogy megtörjék a Velaryonok blokádját a Garatnál. Aemond megparancsolja Cristonnak, hogy a Hightower-csapatokkal együtt menjen Harrenhalba, Alicentet pedig elbocsátja a Kis Tanácsból. Rhaenyra felfedi Ser Steffon Darklynnak a targaryeni származását, aminek hatására megpróbál Seasmoke lovasa lenni, aki közben megöli őt. Daemon továbbra is az álmaival küzd, ezúttal a bátyjáról, Viserysről, és gyanakvó Simon Strong hűségével kapcsolatban. Aemond megkéri Laryst, hogy hívja vissza Ottót az udvarba. Aegon felébred, és elmondja Aemondnak, hogy nem emlékszik, hogyan sérült meg a csata során. Gwayne mesél Alicentnek a legkisebb fiáról, Daeronról, biztosítva őt, hogy a fiú a testvéreivel ellentétben kedves. Corlys Alynt nevezi ki a zászlóshajójának első tisztjévé. Addamot később üldözőbe veszi Seasmoke, aki megengedi neki, hogy a lovasa legyen. Mysaria kémei pletykákat kezdenek terjeszteni arról, hogy a királyi család bőségben él, míg a köznép éhezik. Rhaenyra élelemmel teli csónakokat küld Királyvárba, aminek hatására a nép nyíltan dicsőíti őt, Alicent és Helaena pedig majdnem meghal a zavargásban. Mysaria elmeséli Rhaenyrának a szexuális erőszakkal teli múltját, és azt, hogy miért marad hűséges hozzá; Rhaenyra meghatódik, és megcsókolja őt. Amikor Rhaenyra hírt kap arról, hogy Seasmoke-nak új lovasa van, elindul, hogy szembeszálljon velük. |     |                                                           |                    |               |                                       |             |
| 17. | 7.  | A vörös vetés (The Red Sowing)                            | Loni Peristere     | David Hancock | 2024. július 28. 2024. július 29.     | 1,22 millió |
| Rhaenyra találkozik Addammal, aki hűséget fogad neki sárkánylovasként. Alicent megdöbbenve azon, hogy eltávolították a Kistanácsból, Királyerdőben keres menedéket. Larys arra ösztökéli Orwyle nagymestert, hogy gyorsítsa fel Aegon gyógyulását, annak ellenére, hogy ez rendkívüli fájdalmat okoz neki. Miközben az ifjú hercegekkel együtt távozik az Arryn-kastélyból, Rhaena elindul sárkányt keresni. Mysaria azt tanácsolja Rhaenyrának, hogy keressen Targaryen-fattyúkat (azaz a Targaryen-ház és a Velaryon-ház törvénytelen gyermekeit) Királyvár bordélyházaiban. Oscar Tully hűséget ajánl Daemonnak, de a folyóurak ellenkezésétől felbuzdulva Oscar elítéli Daemon aljas viselkedését. Követeli, hogy Daemon mutasson bűnbánatot és szolgáltasson igazságot; Daemon ezután kivégzi Lord Blackwoodot a Brackensek lemészárlásáért. Daemon meglátja Viserys rothadó szellemét, aki megkérdezi, hogy valóban akarja-e a korona terhét. Jace kérdőre vonja Rhaenyrát, azzal érvelve, hogy a fattyú sárkánylovasok megkérdőjelezhetik a Targaryenek hatalmát, és veszélyeztethetik az örökségét, mivel sötét haja leleplezheti, hogy ő Ser Harwin Strong törvénytelen fia. Rhaenyra és Corlys Elindával összegyűjti és Sárkánykőre hozza a Targaryen-fattyúkat. Vermithor sok sárkánylovas-jelöltet eléget, amíg Hugh meg nem szelidíti; eközben Ulf felszáll Ezüstszárnyra, majd Királyvár fölé repül, amire Aemond rögtön reagál és Vhagaron üldözőbe veszi. Ahogy Aemond Sárkánykőhöz közeledik, gyorsan meghátrál, amikor meglátja Rhaenyrát Syraxszal, Vermithorral és Ezüstszárnnyal.                                                                                                |     |                                                           |                    |               |                                       |             |
| 18. | 8.  | Az örökkön való királynő (The Queen Who Ever Was)         | Geeta Patel        | Sara Hess     | 2024. augusztus 4. 2024. augusztus 5. | 1,47 millió |
| Tyland Lannister szövetségre lép a Triarchátussal, de előbb le kell győznie Sharako Lohar admirálist egy sárbirkózó viadalon, amit megnyer, és ezzel lenyűgözi a nőt. Larys meggyőzi Aegont, hogy meneküljenek el Braavosba, ahol Harrenhal aranykészletét őrzik, majd a háborút követően követeljék vissza a trónt. Napokig tartó keresés után Rhaena megtalálja a vad sárkányt. Gwayne megkérdőjelezi Cristont, aki megbánja a háborút. Dühében Aemond Vhagarral együtt elpusztítja Sziklaoromot. Rhaenyra, aki azt remélte, hogy több sárkánylovas birtoklása segít megelőzni a viszályt, hadat üzen. Ulf faragatlan viselkedése feldühíti Jace-t. Alyn visszautasítja Corlys békülési kísérleteit. Rhaenyra és Addam Harrenhalba repül, miután Simon Strong figyelmeztetést küld, hogy Daemon áruló lehet. Alys egy varsafához vezeti Daemont, ahol a férfi előre látja a jövőt, beleértve a Másokat és Daenerys Targaryent; mivel egy nagyobb történet részének látja magát, hűséget esküszik az éppen megérkező Rhaenyrának. Aemond azt követeli, hogy Helaena vezesse Dreamfyre-t a csatába. A lány visszautasítja, és előrejelzi, hogy Aemond meg fog halni a háborúban, hozzátéve, hogy a megölésével nem változtat a sorsán. Orwyle segítségével Alicent titokban Sárkánykőre megy, és felajánlja, hogy átadja Királyvárat Rhaenyra csapatainak; Rhaenyra ragaszkodik hozzá, hogy Aegonnak meg kell halnia, hogy biztosítsa az átvételt. Otto rövid ideig egy cellában látható. Westeros minden részéből katonák készülnek a háborúra. |     |                                                           |                    |               |                                       |             |

## Westeros nagy házai(a sorozat történései alatt)
| Frakció | Név           | Címer | Központ       | Jelmondat                                                                       | Tagok (a sorozat idején) |
| ------- | ------------- | ----- | ------------- | ------------------------------------------------------------------------------- | --- |
| Feketék | Stark-ház     |       | Deres         | "Közeleg a Tél"                                                                 | - Rickard Stark |
| Feketék | Velaryon-ház  |       | Hullámtörő    | "Az Ősi, az Igaz, a Bátor"                                                      | - Corlys Velaryon - Rhaenys Targaryen - Ser Vaemond Velaryon - Ser Laenor Velaryon - Laena Velaryon - Jacaerys Velaryon - Lucerys Velaryon - Joffrey Velaryon                                                |
| Zöldek  | Baratheon-ház |       | Viharvég      | "Miénk a harag!"                                                                | - Boremund Baratheon - Borros Baratheon |
| Feketék | Targaryen-ház |       | Sárkánykő     | "Tűz és Vér"                                                                    | - Viserys targaryen - Rhaenys Targaryen - Daemon Targaryen - Rhaenyra Targaryen - Jaehaerys Targaryen - Baelon Targaryen - Baela Targaryen - Rhaena Targaryen - III. Aegon Targaryen - II. Viserys Targaryen |
| Zöldek  | Targaryen-ház |       | Királyvár     | "Tűz és Vér"                                                                    | - II. Aegon Targaryen - Helaena Targaryen - Aemond Targaryen - Daeron Targaryen - Jaehaerys Targaryen - Jaehaera Targaryen - Maelor Targaryen                                                                |
| Zöldek  | Lannister-ház |       | Casterly-hegy | - "Halld üvöltésem" (hivatalos) - "Egy Lannister mindig megfizeti az adósságát" | - Jason Lannister - Ser Tyland Lannister |
| Zöldek  | Strong-ház    |       | Harrenhal     |                                                                                 | - Ser Harwin Strong - Larys Strong - Lyonel Strong |
| Zöldek  | Hightower-ház |       | Óváros        | "Mi világítjuk az utat!"                                                        | - Alicent Hightower - Otto Hightower - Ser Gwayne Hightower |